# Bataille d'Okita Nawate
La bataille d’Okita Nawate (沖田畷の戦い) est une bataille de l’époque Azuchi Momoyama qui a eu lieu en 1584 dans l’ancienne province de Hizen (préfecture de Nagasaki) entre la coalition de Shimazu Iehisa et Arima Harunobu et Ryūzōji Takanobu.

## Contexte
La famille Ryūzōji s’élève au rang de daimyō en renversant son clan suzerain, les Shōni. Avec la ville de Saga pour capitale, Takanobu occupait les provinces de Hizen, la moitié de la province de Higo, les provinces de Chikuzen, Chikugo ainsi qu’une partie de la province de Buzen (ce qui correspond au nord de l’île de Kyūshū). À cette époque, trois grandes familles se partagent l’île de Kyûshû : les Ryuzōji, les Ôtomo et les Shimazu. Cependant, les Ryuzōji et les Shimazu de Satsuma se disputent la province de Higo. Arima Harunobu, ji-samouraï du château de Hinoe, province de Higo (territoire Ryūzōji), qui est alors en intelligence avec Shimazu Iehisa, est attaqué par l’armée des Ryūzōji et demande de l’aide aux Shimazu. Yoshihisa, un des quatre fils de Iehisa, fait route vers Yashiro et envoie son frère Takahisa à la tête de l’armée.

## La bataille
Ryūzōji Takanobu, de nature belliqueuse, fait fi des conseils de prudence de son général Nabeshima Naoshige et part en expédition à la tête de son armée par voie maritime (entre 18 000  et   60 000 hommes selon les ouvrages d’histoire). L’armée Ryūzōji débarque au nord de la péninsule de Shimabara et du village de Kamishiro (actuelle ville de Unzen) progresse jusqu’à Sankai (actuelle ville de Shimabara) et rencontre l’armée coalisée d’environ 8 000 hommes près d'Okita Nawate. La victoire semble tendre les bras à Takanobu qui est en surnombre. Le centre de l’armée Ryūzōji, commandée par Takanobu, passe à l’attaque et ses ailes commandées par Nabeshima Naoshige et Kamie Ietane font de même. La supériorité numérique profite aux Ryūzōji mais à cause du changement précipité du camp de l’armée avant la bataille, celle-ci est désordonnée. Les bataillons d’archers et d’arquebusiers des Shimazu et des Arima, pourtant très inférieurs en nombre se replient donc tout en ouvrant le feu pour provoquer les Ryūzōji. Takanobu ordonne la poursuite. Mais la grande armée forte de son nombre finit par être attirée dans une passe étroite et se retrouve prise dans le piège tendu par les Shimazu qui coupent la retraite aux Ryūzōji, qui se trouvent complètement encerclés par les archers et les arquebusiers ennemis. L’armée coalisée contre-attaque sous la direction de Niiro Tadamoto, Akahoshi Muneie et de Ijūin Tadamune. L’armée Ryûzoji s’effondre, Takanobu et la plupart de ses vassaux sont tués dans le chaos de la bataille.

## Conséquences
Avec la mort du puissant Takanobu, surnommé « l’ours de Hizen », le clan Ryūzōji ne se relève pas de cette bataille et le clan Shimazu agrandit son territoire dans le Kyūshū.

## Source de la traduction
- (en) Cet article est partiellement ou en totalité issu de l’article de Wikipédia en anglais intitulé « Battle of Okita Nawate » (voir la liste des auteurs).